# Саветна кула у Сибињу
Саветна кула у Сибињу (Turnul Sfatului)  ) је кула која се налази између два главна трга у Сибињу, Великог Трга (Piața Mare) и Малог Трга (Piața Mică).
Саветна кула је подигнута у 13. веку и првобитно је коришћена као улазна капија у други појас утврђења града. У њеној непосредној близини налази се зграда Градске Већнице Сибиња, први пут документована 1324. године.
Друго утврђено подручје града датира из 1224.-1241. године. Након археолошких истраживања, у одбрамбеном бедему овог ограђеног простора откривен је новчић из времена владавине угарског краља Андрије Другог (1205-1235).

## Историја
Садашња кула од првобитне конструкције, сачувала је само језгро подигнуто до висине првог спрата. Временом је више пута обнављана и уклопљена у групу грађевина. Горњи спратови куле су се срушили 17 фебруара 1585 године и испод зидова затрпали сликара Јохана Давида који је радио на осликавању свода.
Као резултат тога, у периоду од 1586-1588 године извршен је низ обимних радова на реконструкцији. Као историјски доказ у зид је уграђена камена плоча са латинским натписом: ,,HAEC TVRRIS TOTALITER PRAEPARATA EST A.D. 1588 DIES 3 AVGVS", чији би приближни превод био: ,, Ова кула је потпуно припремљена 3 августа 1588 године Господње."
Кров куле поправљан је неколико пута у 18. веку, прво 1719 од стране Градског магистрата, затим 1750 када је донета одлука да се кров замени у шиљати облик пирамиде. Међутим, од 1824-1826. године, додат је горњи спрат и кров је враћен у свој садашњи облик.
Саветна кула је потпуно обновљена у периоду од 1961.-1962 године. Након обнављања па све до 1998 године, у кули је био смештен део средњевековних експоната музеја Брукентал.
Временом, кула је имала различите намене. Коришћена је као капијска кула, житница, ватрогасни дом (пожарна осматрачница), као затвор, чак једно време и као музеј природних наука (средином 19. века). Тренутно се кула користи за разне изложбе, и као видиковац јер се са горњег нивоа види цео Сибињ и врхови планина Фагараш.
Саветни торањ сматра се најславнијом зградом Сибиња, који је 2007. био Европска престоница културе. Будући да је симбол града, често се може наћи на градским сувенирима или било којој врсти рекламе која се односи на град.

## Галерија
- Кула Савета гледана са торња Евангелистичке катедрале
- Кула Савета гледана са торња Евангелистичке катедрале
- Кула Савета гледано са Великог трга (1928)
- Кула Савета гледано са Великог трга (2006)
- Кула Савета гледано са Великог трга (2009)
- Кула Савета са Малог трга (1928)
- Гледано са Моста лажи
- Гледано са Моста лажи
- Гледано из базе, са Пиата Мица
- Кула Савета гледано са Малог трга (2009)
- Кула Савета са Малог трга (ноћу)
- Улаз у кулу
- Натпис изнад прилаза од Пиата Мица до Пиата Маре
- Плочице на зиду куле